# Коцина (Великопольське воєводство)
Коцина (пол. Kocina) — село в Польщі, у гміні Сосне Островського повіту Великопольського воєводства.
Населення — 265 осіб (2011).

## Демографія
Демографічна структура станом на 31 березня 2011 року:
|          | Загалом | Допрацездатний вік | Працездатний вік | Постпрацездатний вік |
| -------- | ------- | ------------------ | ---------------- | -------------------- |
| Чоловіки | 133     | 44                 | 84               | 5                    |
| Жінки    | 132     | 43                 | 71               | 18                   |
| Разом    | 265     | 87                 | 155              | 23                   |